# Nicholas Pileggi
Pour les articles homonymes, voir Pileggi.
Nicholas Pileggi, né le 22 février 1933 à New York, États-Unis, est un écrivain, journaliste et scénariste italo-américain.

## Biographie
Nicholas Pileggi commence sa carrière en tant que journaliste et s’intéresse tout particulièrement au monde de la mafia.
Il est notamment connu pour avoir écrit Wiseguy: Life in a Mafia Family en 1986, livre sur Henry Hill qu'il adapte en scénario en 1990 pour le film Les Affranchis (Goodfellas) de Martin Scorsese. Pileggi a également écrit en 1995 le livre Casino: Love and Honor in Las Vegas, qu'il adapte à nouveau pour un film de Martin Scorsese sorti la même année, Casino.
En 2007, il est le producteur exécutif du film American Gangster, réalisé par Ridley Scott.
Il est le troisième mari de la scénariste et réalisatrice Nora Ephron, décédée en 2012.

## Œuvre littéraire
- Blye, Private Eye, Playboy Press, Chicago, 1976 (ISBN 978-0-87223-475-8, lire en ligne )
- Wiseguy: Life in a Mafia Family, Simon & Schuster, 1985 (ISBN 978-0-671-72322-4)
- Casino: Love and Honor in Las Vegas, Simon & Schuster, 1995 (ISBN 978-0-684-80832-1)

### Traductions françaises
- Les Affranchis, Paris, France Loisirs, 1990, 231 p. (ISBN 978-2724261493) ; rééd. So Lonely, Paris, 400 p., 2020  (ISBN 978-2501150088)
- Casino, Paris, Pocket, 1996, 313 p. (ISBN 978-2266070256)

## Filmographie
Sauf indication contraire, les informations mentionnées dans cette section peuvent être confirmées par la base de données cinématographiques IMDb,  présente dans la section « Liens externes ».
- 1990 : Les Affranchis (Goodfellas ) de Martin Scorsese (scénariste)
- 1993 : Un père en cavale (Father Hood) de Darrell Roodt (producteur)
- 1994 : Loyalty & Betrayal: The Story of the American Mob (documentaire TV) de Bill Jersey et Gary Weimberg (scénariste, producteur délégué)
- 1995 : Casino de Martin Scorsese (scénariste)
- 1996 : City Hall de Harold Becker
- 1997-1998 : Michael Hayes (série TV) (scénariste, producteur délégué)
- 1999 : Vendetta (TV) de Nicholas Meyer (producteur délégué)
- 2007 : Kings of South Beach (TV) de Tim Hunter (scénariste, producteur)
- 2007 : American Gangster de Ridley Scott (producteur délégué)
- 2012-2013 : Vegas (série TV) (cocréateur, producteur délégué)
- 2019 : The Irishman de Martin Scorsese (producteur délégué)
- 2025 : The Alto Knights de Barry Levinson (scénariste)

## Distinctions principales
(en) Récompenses pour Nicholas Pileggi sur l’Internet Movie Database

### Récompenses
- British Academy Film Award 1991 : meilleur scénario adapté pour Les Affranchis
- Chicago Film Critics Association Awards 1991 : meilleur scénario pour Les Affranchis

### Nominations
- Oscars 1991 : meilleur scénario adapté pour Les Affranchis
- Golden Globes 1991 : meilleur scénario pour Les Affranchis